# Cairo Hellhounds
I Cairo Hellhounds sono una squadra di football americano del Cairo, in Egitto, fondata nel 2013.
Hanno vinto 2 volte l'Egyptian Bowl (valido anche come titolo nazionale egiziano).

## Dettaglio stagioni

### Tornei nazionali

#### Campionato

##### ENFL
| Stagione | regular season | regular season | regular season | regular season | regular season | regular season | playoff | playoff | playoff | playoff | playoff | playoff       | playoff      |
|          | Vin            | Par            | Per            | Tot            | PF             | PS             | Vin     | Per     | Tot     | PF      | PS      | risultato     | avversaria   |
| -------- | -------------- | -------------- | -------------- | -------------- | -------------- | -------------- | ------- | ------- | ------- | ------- | ------- | ------------- | ------------ |
| 2015     | 3              | 0              | 1              | 4              | 118            | 18             | 0       | 1       | 1       | 12      | 26      | Egyptian Bowl | GUC Eagles   |
| 2016     | 4              | 0              | 1              | 5              | 88             | 35             | 1       | 1       | 2       | 38      | 34      | Egyptian Bowl | GUC Eagles   |
| 2017     | 1              | 0              | 3              | 4              | 73             | 74             | -       | -       | -       | -       | -       | -             | -            |
| 2018     | 5              | 0              | 0              | 5              | 204            | 46             | 2       | 0       | 2       | 26      | 10      | Campioni      | Cairo Wolves |
| 2019     | 5              | 0              | 0              | 5              | 167            | 62             | 0       | 1       | 1       | 0       | 14      | Semifinale    | GUC Eagles   |
| 2021     | 3              | 0              | 1              | 4              | 80             | 53             | 1       | 0       | 1       | 21      | 13      | Campioni      | Cairo Bears  |
| Totale   | 21             | 0              | 6              | 27             | 730            | 288            | 4       | 3       | 7       | 97      | 97      |               |              |

Fonti: Enciclopedia del Football - A cura di Roberto Mezzetti

### Riepilogo fasi finali disputate
| Anno           | Luogo               | Evento | Fase del torneo | Incontro                       | Risultato |
| 1º maggio 2015 |                     | ENFL   | Egyptian Bowl   | GUC Eagles - Cairo Hellhounds  | 26 - 12   |
| 29 aprile 2016 |                     | ENFL   | Egyptian Bowl   | GUC Eagles - Cairo Hellhounds  | 12 - 10   |
| 11 maggio 2018 | Il Cairo            | ENFL   | Egyptian Bowl   | Cairo Bears - Cairo Hellhounds | 0 - 12    |
| 19 aprile 2019 |                     | ENFL   | Semifinale      | Cairo Hellhounds - GUC Eagles  | 0 - 14    |
| 2 luglio 2021  | Città del 6 ottobre | ENFL   | Egyptian Bowl   | Cairo Hellhounds - Cairo Bears | 21 - 13   |

## Palmarès
- 2 Egyptian Bowl[2] (2018, 2021)